# Monastère Saint-Nicolas du mont Rudnik
Pour les articles homonymes, voir Monastère Saint-Nicolas.
Le monastère Saint-Nicolas du mont Rudnik (en serbe cyrillique : Манастир Никоље Рудничко ; en serbe latin :Manastir Nikolje Rudničko) est un monastère orthodoxe serbe situé à Donja Šatornja, dans le district de Šumadija et dans la municipalité de Topola en Serbie. Il est inscrit sur la liste des monuments culturels de grande importance de la République de Serbie (identifiant no SK 153).

## Historique
Le monastère, situé sur les pentes orientales des monts Rudnik et à environ 12 km au sud-ouest de Topola,, a été fondé au XVe siècle ; son église a été fondée en 1425 par Nikola Dorjenović, un aristocrate de l'entourage du despote serbe Stefan Lazarević, ainsi que l'atteste une inscription gravée sur le linteau de l'entrée du narthex. Le monastère est mentionné dans les « defters » (recensements fiscaux) ottomans du XVIe siècle et, en 1528, il abritait deux moines.
Comme le monastère a été reconstruit au XVIIe siècle, on peut penser qu'il a été endommagé et abandonné pendant quelque temps ; en revanche, au XVIIIe siècle, il est considéré comme un important centre spirituel et culturel de cette région de la Serbie. L'écrivain Joakim Vujić affirme que le monastère a été pillé et brûlé par les Ottomans sans qu'ils puissent disperser les moines. On sait que les Turcs de la région des monts Rudinik ont encore endommagé le monastère juste avant le Premier soulèvement serbe contre leur pouvoir et qu'il a été restauré en 1817 ; pour l'église, la reconstruction s'est accompagnée d'un nouveau toit en bardeaux et de la construction d'un clocher monumental dominant la façade occidentale,.

## Église Saint-Nicolas
De dimension modeste, l'église est caractéristique de l'école moravienne de la Serbie médiévale. Elle est constituée d'une nef unique dotée d'une voûte en berceau et composée de trois travées de longueur inégale ; la nef est précédée par un narthex carré et prolongée par une abside demi-circulaire avec une chapelle pour la proscomidie dans la zone de l'autel. La travée centrale est dominée par une coupole reposant sur un tambour soutenu par des piliers et la façade occidentale est dominée par un clocher, « disproportionné » par rapport à la dimension de l'église, construit en 1817. L'édifice est construite en moellons et en pierres de taille (grès et tuffeau), plus tard enduits de plâtre. Les façades extérieures sont dépourvues de décoration,.
À l'intérieur, l'église abrite des fresques de trois époques différentes. Les plus anciennes remontent au XVe siècle et, situées dans la zone de l'autel, elles ne subsistent qu'à l'état fragmentaire ; on peut y voir une représentation de l'Adoration de l'Agneau au dessin ferme et aux couleurs vives. Dans le narthex se trouvent des peintures datant des premières années du XVIIe siècle, considérées comme dotées une grande qualité artistique en raison de leur jeu sur l'ombre et la lumière et de la représentation des vêtements et des drapés ; elles sont l'œuvre d'artistes qui ont aussi travaillé aux monastères de l'Annonciation du mont Rudnik, de Lomnica, de Pustinja et à l'église Saint-Ménas de Štava. Les fresques les plus récentes ont été réalisées en 1850 par les peintres Živko Pavlović et Ilija Stoićević ; Risto Nikolić, l'un des peintres d'icônes les plus importants de l'époque du prince Miloš Obrenović, a peint l'iconostase.